# Sielsowiet Obrowo
Sielsowiet Obrowo (biał. Аброўскі сельсавет; ros. Обровский сельсовет) – sielsowiet na Białorusi, w obwodzie brzeskim, w rejonie iwacewickim, z siedzibą w Obrowie.
Według spisu z 2009 sielsowiet Obrowo zamieszkiwało 1110 osób, w tym 1069 Białorusinów (96,31%), 25 Rosjan (2,25%), 7 Ukraińców (0,63%), 6 Polaków (0,54%) i 3 osoby innych narodowości. Do 2020 liczba mieszkańców spadła do 985 osób zamieszkujących w 442 gospodarstwach domowych.

## Miejscowości
Do sielsowietu należy tylko jedna miejscowość - agromiasteczko Obrowo.